# Смірнов Сергій Миколайович
Сергі́й Микола́йович Смірно́в (29 липня 1980, м. Одеса, Одеська область, Українська РСР — 1 травня 2017, смт Луганське, Бахмутський район, Донецька область, Україна) — сержант Збройних сил України, учасник російсько-української війни. Позивний «Одеса». У мирному житті — будівельник.

## Біографія
Народився 1980 року в Одесі. Мати виховувала двох синів сама. Навчався у середній школі № 14 м. Одеса. Закінчив будівельний технікум. Займався боротьбою і плаванням. Працював на будівництві та ремонтах. Захоплювався риболовлею та відпочинком на природі. Мріяв після виходу на пенсію працювати єгерем. Останні роки мешкав у м. Олешки на Херсонщині.
У зв'язку з російською збройною агресією проти України 6 вересня 2014 року був призваний за частковою мобілізацією як доброволець. Виконував завдання на території проведення антитерористичної операції у складі 43-го батальйону територіальної оборони «Патріот», переформатованого у 43-й окремий мотопіхотний батальйон. Воював в районі Попасної, Золотого, Зайцевого, Авдіївки, Новгородського. 6 вересня 2015 року повернувся з війни, у жовтні одружився, 2016 року народився син. Того ж року повернувся до свого батальйону, підписавши контракт. Влітку 2016-го був поранений на фронті. 4 січня 2017 року продовжив контракт. Виконав більше сотні вдалих бойових виходів, мав бойові нагороди.
Сержант, старший розвідник — в. о. командира взводу розвідки 1-ї мотопіхотної роти 43-го окремого мотопіхотного батальйону «Патріот» 53-ї окремої механізованої бригади, в/ч А2026, м. Сєвєродонецьк.
1 травня 2017 року, на «Світлодарській дузі», після 17:00 група українських військовиків потрапила під потужний обстріл поблизу смт Луганське на крайній до бойовиків позиції. Командир мотопіхотного відділення 3-ї роти молодший сержант Юрій Мальков дістав смертельне поранення — ворожа куля перебила артерію. Йому на допомогу прийшли троє розвідників батальйону, але потрапили в засідку, почали відстрілюватись. У бою загинули сержант Сергій Смірнов і старший солдат Анатолій Біжко, третій розвідник дістав поранення й повернувся живим. Евакуювати тіла загиблих не вдалось через сильну вогневу протидію противника. Передача тіл українській стороні відбулась 6 травня біля м. Щастя, у присутності представників Спеціальної моніторингової місії ОБСЄ.
7 травня із трьома загиблими бійцями попрощались у Дніпрі. Похований 8 травня в Олешках, на міському кладовищі.
Залишилися дружина, син Макар (11 місяців) та 19-річний син Андрій від першого шлюбу.

## Нагороди та відзнаки
- Указом Президента України № 318/2017 від 11 жовтня 2017 року, за особисту мужність і самовіддані дії, виявлені у захисті державного суверенітету та територіальної цілісності України, зразкове виконання військового обов'язку, нагороджений орденом «За мужність» III ступеня (посмертно)[10].
- Указом Президента України № 476/2016 від 27 жовтня 2016 року, за особисту мужність і високий професіоналізм, виявлені у захисті державного суверенітету та територіальної цілісності України, вірність військовій присязі, нагороджений медаллю «Захиснику Вітчизни»[11].